# Siim Kallas
Siim Kallas (Tallinn, 2 de outubro de 1948) é um político estoniano, atual comissário para os Assuntos Administrativos, Auditoria e Anti-Fraude na Comissão Europeia, sendo um de seus cinco vice-presidentes.
Ocupou diversos cargos ao longo da sua vida política, dentre eles o posto de Primeiro-ministro da Estónia, além de vários ministérios. Foi também membro do Riigikogu pelo Partido Reformista Estoniano.
É pai da atual Primeira-ministra da Estónia Kaja Kallas.

## Carreira
- 1991 - 1995: Presidente do Banco da Estónia.
- 1995 - 1996: Ministro de Assuntos Exteriores.
- 1999 - 2002: Ministro das Finanças.
- 2002 - 2003: Primeiro-ministro da Estónia.
- A partir de 2004: Comissário Europeu para os Assuntos Administrativos, Auditoria e Anti-Fraude.